# Pilar Casanova i Seuma
Pilar Casanova i Seuma (Lleida, 1957 – Madrid, 5 de juny de 2016) fou una periodista catalana. De família de Saidí, era neboda del també periodista Joaquim Ibarz. Va treballar al diari Tele/eXpres i més tard es va incorporar a El Periódico de Catalunya, on durant una dècada va treballar en diverses seccions. Entre 1987 i 1992 va ser corresponsal del mateix diari a Moscou i des de 1992 a 1996, a Washington DC. Casanova va participar en la fundació del Diario de Sevilla, va treballar per a El Observador i Diario 16, i va ser la delegada a Espanya de l'agència de notícies Sputnik. També va treballar com a periodista independent i com a assessora. Va ser vocal i secretària de la junta del Col·legi de Periodistes de Catalunya, representant del col·legi professional a Madrid, i responsable del Grup de Treball de Gabinets de Comunicació.